# Trichonius fasciatus
Trichonius fasciatus är en skalbaggsart som beskrevs av Bates 1864. Trichonius fasciatus ingår i släktet Trichonius och familjen långhorningar. Inga underarter finns listade i Catalogue of Life.